# Louis-André de Grimaldi
Louis-André de Grimaldi (Cagnes-sur-Mer, 17 dicembre 1736 – Londra, 28 dicembre 1804) è stato un vescovo cattolico e nobile francese.

## Biografia
Grimaldi nacque il 17 dicembre 1736 nella nobile casata dei Grimaldi di Monaco come signore di Cagnes e Antibes, nel castello di Cagnes, nella Francia sud-orientale. Era figlio di Onorato IV di Monaco, marchese de Cagnes, e di Hélène-de-Orcel Plaisians, e apparteneva all'antica nobiltà di Francia, discendente dai Borbone. Grimaldi è lontano parente di: Fulvio Grimaldi, Bernardino Grimaldi e Clemente Grimaldi. Inoltre è lontano parente della Casa Savoia e del Conte Galeazzo Ciano. 
Grimaldi divenne vicario generale dell'arcidiocesi di Rouen. Il 5 luglio 1767 fu nominato vescovo di Le Mans. Compì una serie di "miglioramenti" impopolari, come rimuovere l'altare maggiore e vendere l'argento medievale e rinascimentale senza farne un inventario.
Il 16 ottobre 1777 papa Pio VI lo nominò vescovo di Noyon.
Nel 1791 rifiutò il giuramento alla costituzione civile del clero.
La diocesi di Noyon fu soppressa in seguito al concordato del 1801, ma rifiutò di dimettersi ed emigrò in Inghilterra. Visse a Londra e il governo britannico gli diede una piccola pensione fino alla sua morte avvenuta il 28 dicembre 1804.

## Genealogia episcopale e successione apostolica
La genealogia episcopale è:
- Cardinale Guillaume d'Estouteville, O.S.B.Clun.
- Papa Sisto IV
- Papa Giulio II
- Cardinale Raffaele Sansone Riario
- Papa Leone X
- Papa Paolo III
- Cardinale Francesco Pisani
- Cardinale Alfonso Gesualdo di Conza
- Papa Clemente VIII
- Cardinale Pietro Aldobrandini
- Cardinale Laudivio Zacchia
- Cardinale Antonio Barberini, O.F.M.Cap.
- Cardinale Nicolò Guidi di Bagno
- Arcivescovo François de Harlay de Champvallon
- Arcivescovo Hardouin Fortin de la Hoguette
- Cardinale Henri-Pons de Thiard de Bissy
- Cardinale Charles-Antoine de la Roche-Aymon
- Cardinale Alexandre-Angélique de Talleyrand-Périgord
- Vescovo Louis-André de Grimaldi

La successione apostolica è:
- Vescovo Charles-Maurice de Talleyrand-Périgord (1789)